# Gromada Banino
Gromada Banino war eine Verwaltungseinheit in der Volksrepublik Polen zwischen 1954 und 1972. Verwaltet wurde die Gromada vom Gromadzka Rada Narodowa dessen Sitz sich in Banino befand und aus 18 Mitgliedern bestand.

Die Gromada Banino gehörte zum Powiat Kartuski in der Woiwodschaft Danzig. Sie wurde gebildet aus den bisherigen Gromadas Banino, Rębiechowo, Pępowo und Miszewo sowie der Siedlung Miszewko aus der ehemaligen Gromada Warzno und der Siedlung Nowy Tuchom aus der ehemaligen Gromada Tuchom aus der aufgelösten Gmina Banino.
Zum 1. Januar 1960 wurden die Dörfer Czeczewo, Tokary, Nowe Tokary, Popowce, Martenki und Warzenko aus der aufgelösten Gromada Czeczewo in die Gromada Banino eingegliedert.
Mit der Gebietsreform zum 31. Dezember 1972 wurde die Gromada Banino aufgelöst.